# Hoplothrips smithi
Hoplothrips smithi är en insektsart som först beskrevs av Ian A. Hood 1909.  Hoplothrips smithi ingår i släktet Hoplothrips och familjen rörtripsar. Inga underarter finns listade i Catalogue of Life.